# Баньєрес-де-Маріола
Баньєрес-де-Маріола, Баньєрес (валенс. Banyeres de Mariola (офіційна назва), ісп. Bañeres) — муніципалітет в Іспанії, у складі автономної спільноти Валенсія, у провінції Аліканте. Населення — 7201 особа (2022).

## Географія
Муніципалітет розташований на відстані близько 320 км на південний схід від Мадрида, 44 км на північ від Аліканте.

## Демографія
Динаміка населення (INE ):

## Галерея зображень

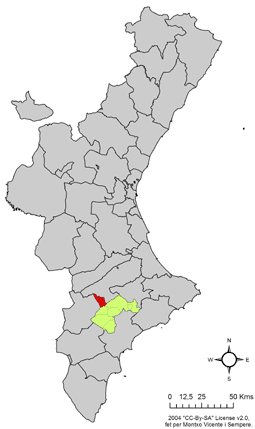
Розташування муніципалітету Баньєрес-де-Маріола у автономній спільноті Валенсія
Розташування муніципалітету Баньєрес-де-Маріола у комарці Оя-де-Алькой
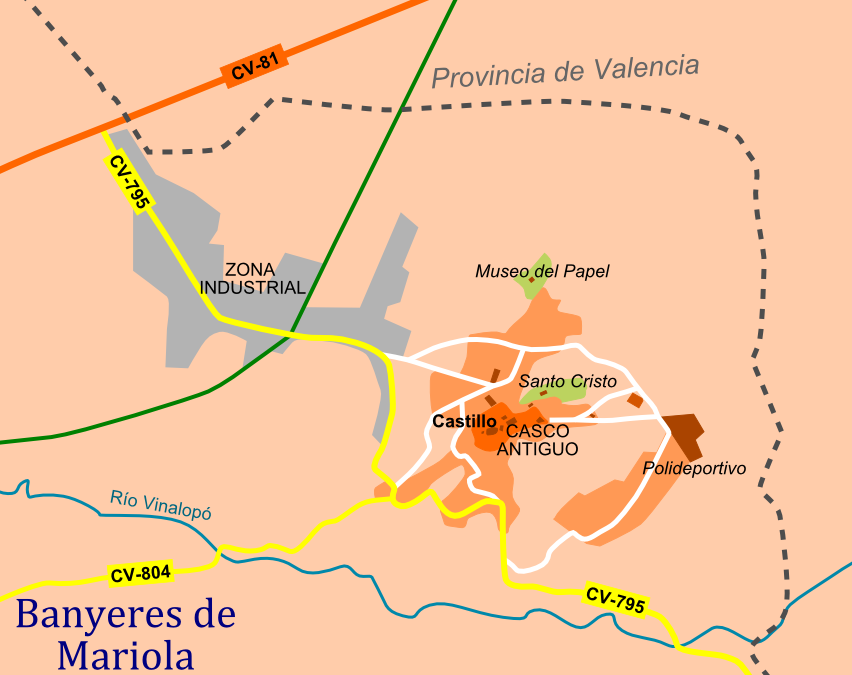
План міста
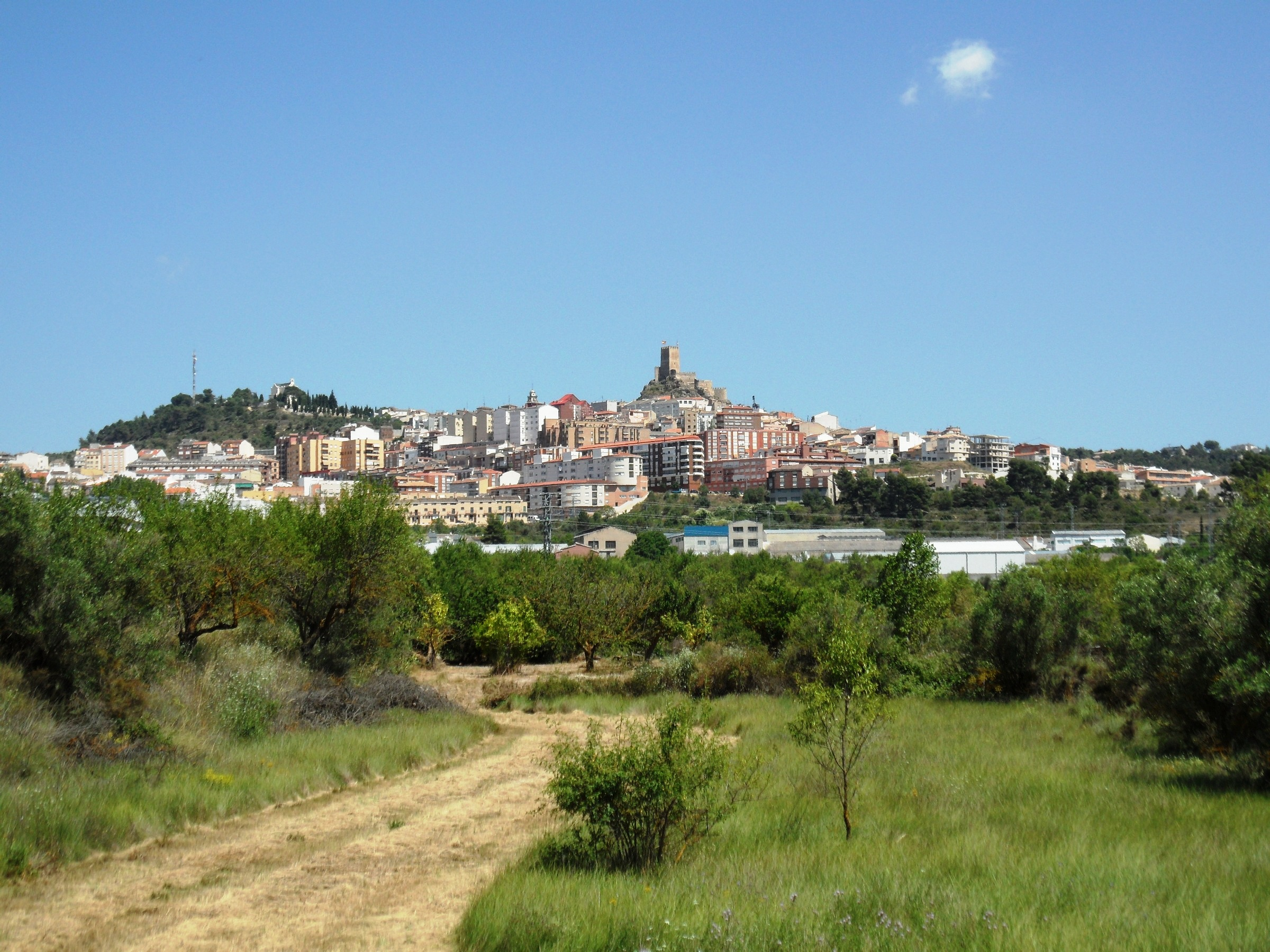
Баньєрес-де-Маріола
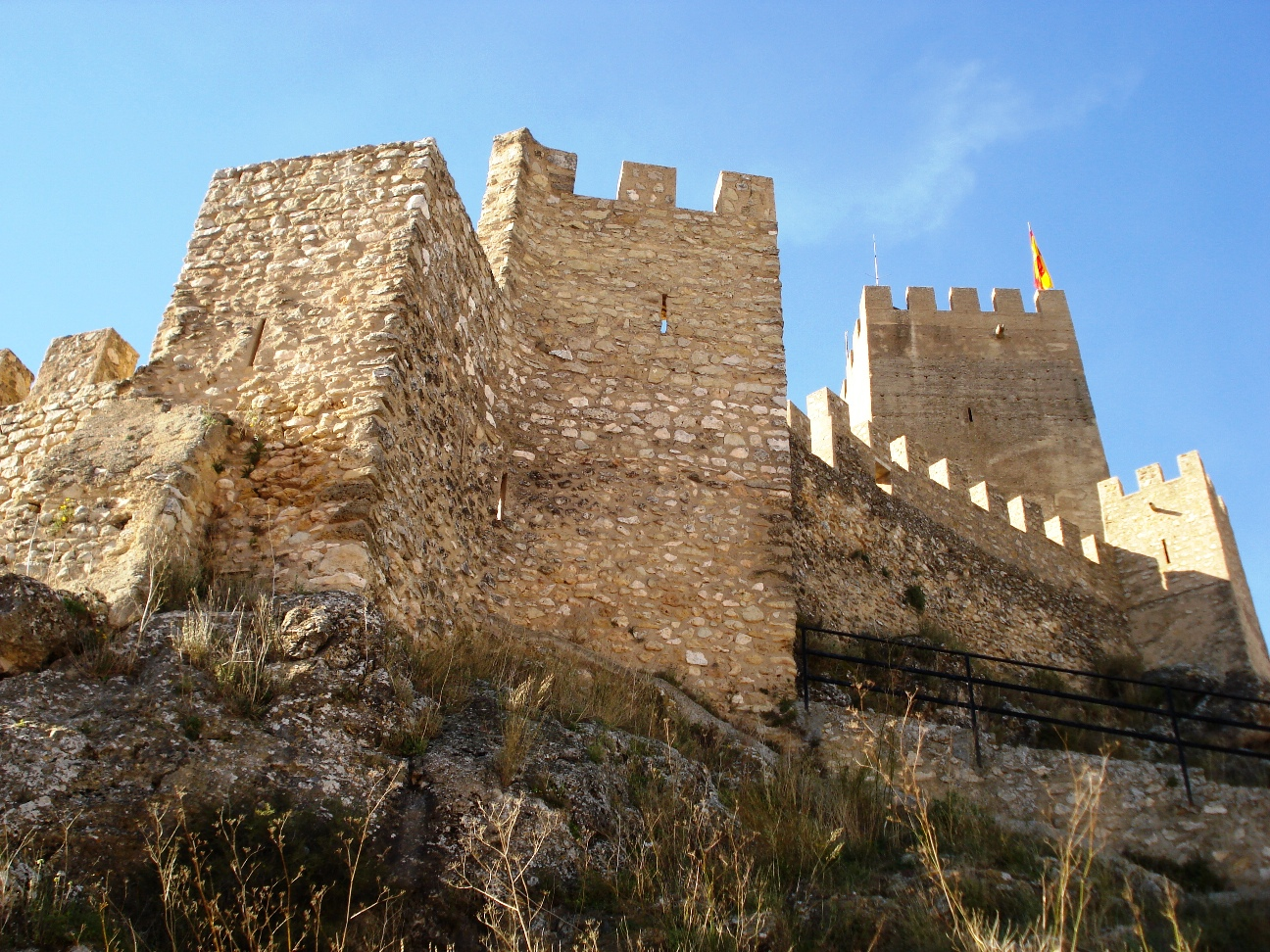
Замок у Баньєресі
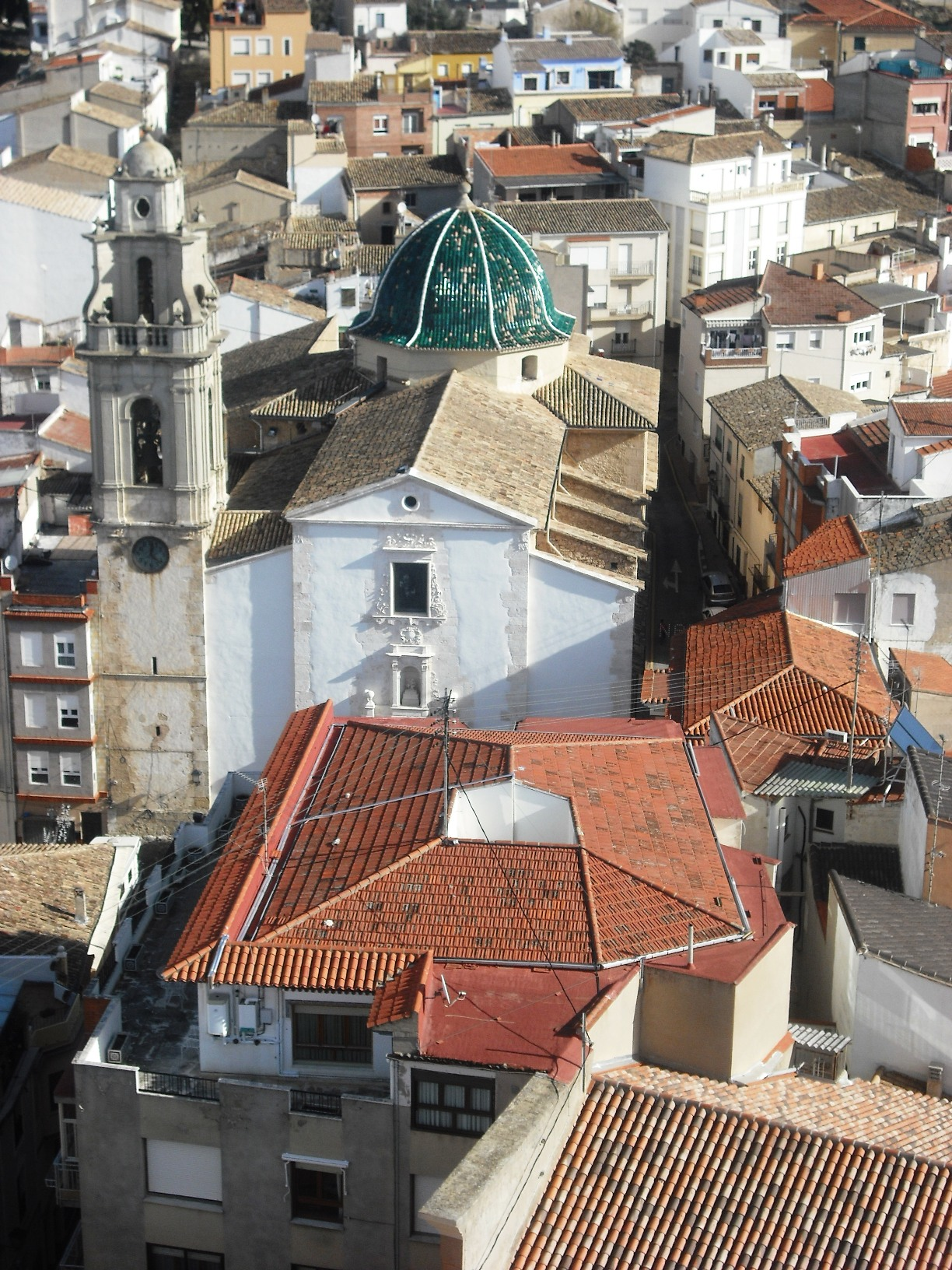
Церква Санта-Марія-де-ла-Місерікордія